# Jeunesse perdue (film, 1936)
Pour les articles homonymes, voir Jeunesse perdue.
Pour plus de détails, voir Fiche technique et Distribution.
Jeunesse perdue (titre original : Dodsworth) est un film américain réalisé par William Wyler, sorti en 1936.

## Synopsis
Samuel Dodsworth est un autodidacte qui a développé une entreprise automobile dans la petite ville de Zenith. Sa femme Fran, plus jeune que lui, s'ennuie et convainc Sam de vendre ses parts et de l'emmener en Europe. Sam  accepte, malgré les conseils de son ami Tubby Pearson, qui lui dit que des hommes comme eux ne sont heureux qu'au travail.
Au cours de la traversée, Sam rencontre Edith Cortright, une Américaine divorcée qui vit en Italie, qui apprécie sa volonté d'ouvrir son horizon et d'apprendre de nouvelles choses. De son côté, Fran flirte avec un charmant officier, mais refuse que cela devienne sérieux. Une fois à Paris, Fran se voit comme une voyageuse parcourant le monde, alors que Sam ne semble n'avoir d'intérêt que pour les endroits touristiques et les modèles automobiles. Elle commence à passer du temps avec d'autres hommes, et notamment avec un certain Arnold Iselin. Elle suggère à Sam de retourner chez eux et de la laisser passer l'été en Europe et, comme il se sent peu à sa place, il accepte. Il est accueilli à son retour par sa fille Emily et son gendre Harry, qui se sont installés dans la propriété familiale. Mais il se rend compte qu'il ne mène plus la même vie qu'avant et il est tourmenté à l'idée que Fran ait une liaison. Lorsqu'il apprend qu'elle voit toujours Iselin, il retourne en Europe pour y mettre fin.
Fran nie dans un premier temps, mais Sam lui révèle qu'il sait déjà tout directement de la bouche d'Iselin. Elle lui demande pardon et ils décident de rester ensemble. Mais ils se rendent compte qu'ils se sont écartés l'un de l'autre, elle finit par lui demander le divorce, le jeune, et pauvre, Baron Kurt von Obersdorf lui ayant demandé de l'épouser. Sam accepte et pendant que le divorce s'organise, il voyage sans but réel à travers le continent. À Naples, il rencontre par hasard Edith, qui l'invite à passer quelques jours dans sa villa. Ils tombent amoureux et il se sent tellement rajeunir qu'il décide de se lancer dans une nouvelle entreprise, une compagnie d'aviation reliant Moscou à Seattle. Il demande à Edith de l'épouser et de venir avec lui à Samarcande. Elle accepte avec joie.
Leurs plans sont contrariés lorsque la mère de Kurt refuse de donner sa bénédiction au mariage de son fils avec Fran, pour des raisons religieuses d'une part, mais aussi parce que Fran serait trop vieille pour avoir des enfants. Kurt demande à Fran de retarder leur mariage jusqu'à ce qu'il ait réussi à faire changer sa mère d'avis, mais Fran se rend compte que c'est sans espoir. Elle téléphone à Sam pour annuler le divorce. À regret, il décide de rentrer avec elle en Amérique, mais après avoir passé un moment avec elle, il y renonce et descend du bateau à temps pour rejoindre Edith.

## Fiche technique
- Titre original : Dodsworth
- Réalisation : William Wyler
- Scénario : Sidney Howard d'après sa pièce Dodsworth (en), adaptée du livre Sam Dodsworth (en) de Sinclair Lewis
- Direction artistique : Richard Day
- Costumes : Omar Kiam
- Photographie : Rudolph Maté
- Son : Oscar Lagerstrom
- Montage : Daniel Mandell
- Musique : Alfred Newman
- Production : Samuel Goldwyn
- Production associée : Merritt Hulburd
- Société de production : Samuel Goldwyn Company
- Société de distribution : United Artists
- Pays d'origine :  États-Unis
- Langue originale : anglais, français, allemand, italien
- Format : Noir et blanc — 35 mm — 1,37:1 — son Mono (Western Electric Wide Range Noiseless Recording)
- Genre : Drame
- Durée : 101 minutes
- Dates de sortie : 
  - États-Unis : 23 septembre 1936
  - France : 30 octobre 1936

## Distribution

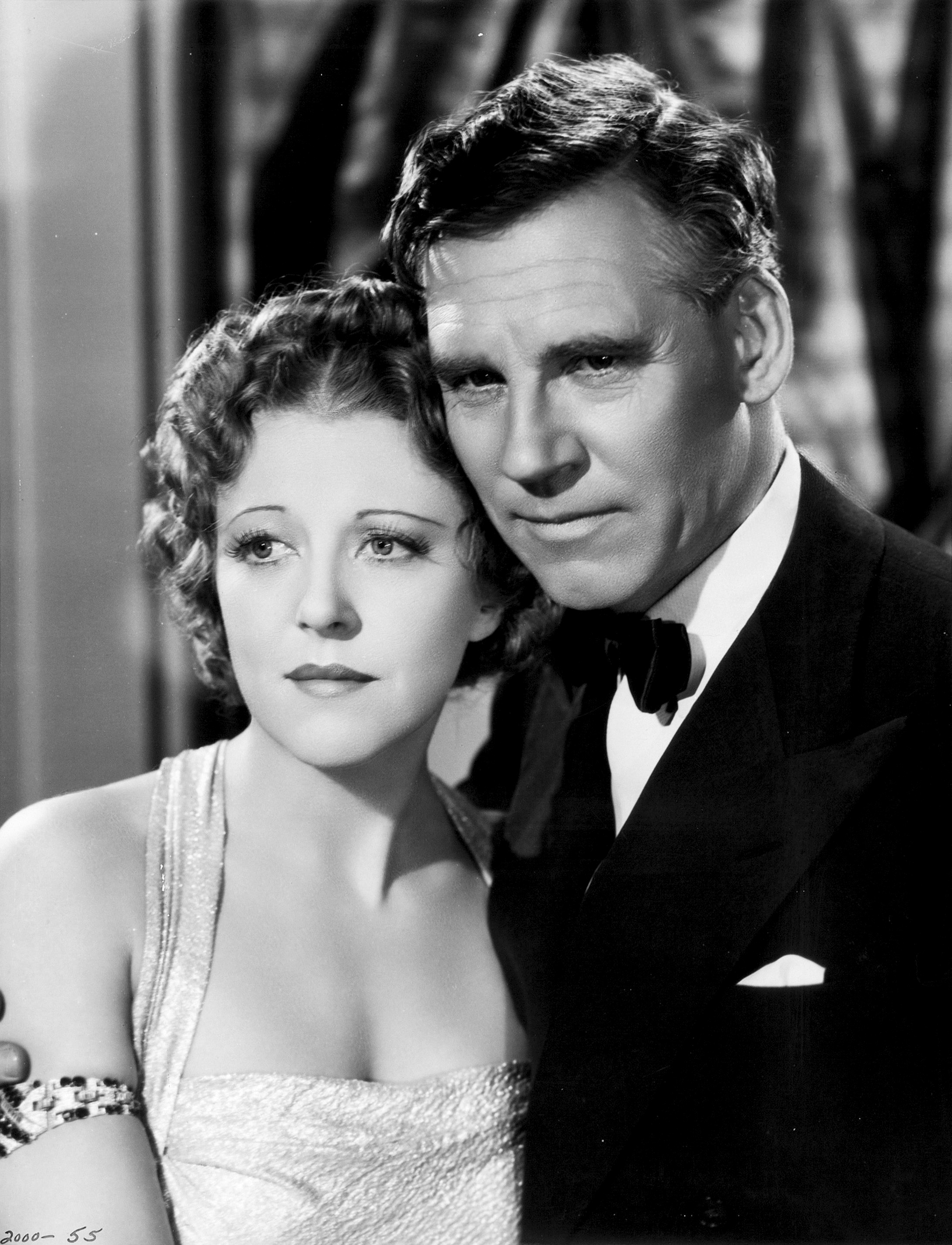
Walter Hudson et Ruth Chatterton.

- Walter Huston (VF : Jacques Berlioz) : Sam Dodsworth
- Ruth Chatterton (VF : Lita Recio) : Fran Dodsworth
- Paul Lukas (VF : Pierre de Rigoult) : Arnold Iselin
- Mary Astor (VF : Olga Brulotti) : Mme Edith Cortright
- Katherine Marlowe (en) : Emily Dodsworth McKee
- David Niven : Capitaine Clyde Lockert
- Gregory Gaye : Baron Kurt Von Obersdorf
- Maria Ouspenskaya : Baronne Von Obersdorf
- Odette Myrtil : Renée De Penable
- John Payne : Harry McKee
- Spring Byington : Matey Pearson
- Harlan Briggs : Tubby Pearson

## Distinctions

### Récompenses
- Oscars 1937 : Oscar de la meilleure direction artistique pour Richard Day
- NYFCC Award du meilleur acteur pour Walter Huston

### Nominations
- Oscars 1937
  - Oscar du meilleur film
  - William Wyler pour l'Oscar du meilleur réalisateur
  - Walter Huston pour l'Oscar du meilleur acteur
  - Maria Ouspenskaya pour l'Oscar de la meilleure actrice dans un second rôle
  - Sidney Howard pour l'Oscar du meilleur scénario adapté
  - Thomas T. Moulton pour l'Oscar du meilleur mixage de son

## Production
- Walter Huston, Maria Ouspenskaya et Harlan Briggs ont repris les rôles qu'ils tenaient dans la version de la pièce jouée à Broadway[1].